# Buse à queue courte
Buteo brachyurus
Espèce
Répartition géographique
Statut de conservation UICN

 LC  : Préoccupation mineure
Statut CITES
La Buse à queue courte (Buteo brachyurus) est une espèce d'oiseaux de la famille des Accipitridae.

## Répartition et sous-espèces
D'après la classification de référence (version 14.1, 2024) de l'Union internationale des ornithologues, la Buse à queue courte possède 2 sous-espèces (ordre philogénique) : 
- Buteo brachyurus fuliginosus Sclater, PL, 1858 : Floride, Mexique, Cozumel et Amérique centrale ;
- Buteo brachyurus brachyurus Vieillot, 1816 : Amérique du Sud.